# Kingsley Coman
Kingsley Junior Coman, född 13 juni 1996, är en fransk fotbollsspelare som spelar för Bayern München. Han representerar även det franska landslaget.

## Klubbkarriär
Den 12 januari 2022 förlängde Coman sitt kontrakt i Bayern München fram till 2027.

## Landslagskarriär
I november 2022 blev Coman uttagen i Frankrikes trupp till VM 2022.

## Privatliv
Kingsley Coman har med sin svenska flickvän Sabrajna Duvad (född 1992-01-16) minst en är en dotter (född 2021-06-18) 
och paret äger en lägenhet i Stockholm.
Vid månadsskiftet Juni/Juli 2024 väntas ytterligare ett barn födas i Sverige. 
 sedan tidigare har han två barn med sitt ex. 

## Meriter
Paris Saint-Germain
- Fransk mästare: 2013, 2014
- Fransk supercupvinnare: 2013

 Juventus
- Italiensk mästare: 2015, 2016
- Italiensk cupvinnare: 2015
- Italiensk supercupvinnare: 2015

 Bayern München
- Tysk mästare: 2016, 2017, 2018, 2019, 2020, 2021, 2022, 2023
- Tysk cupvinnare: 2016, 2019, 2020
- Tysk supercupvinnare: 2016, 2017, 2018, 2020, 2021, 2022
- Champions League-mästare: 2020
- Vinnare av klubblags-VM: 2020
- Vinnare av Uefa Super Cup: 2020

 Frankrike
- Silvermedaljör vid EM: 2016
- Vinnare av Uefa Nations League: 2021